# 廣島電鐵本線

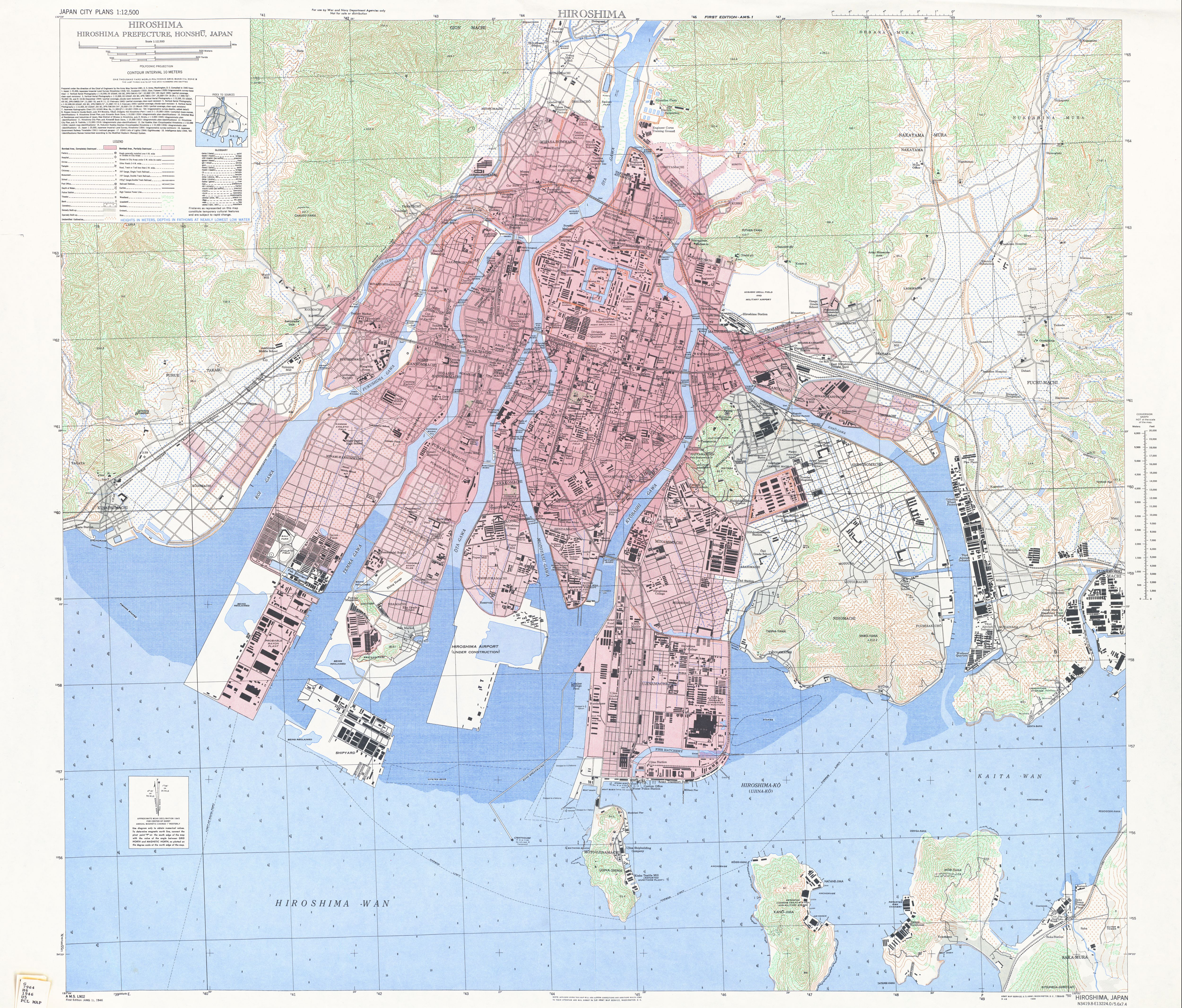
1945年由美軍製作的廣島市地圖。可於地圖中確認路線。

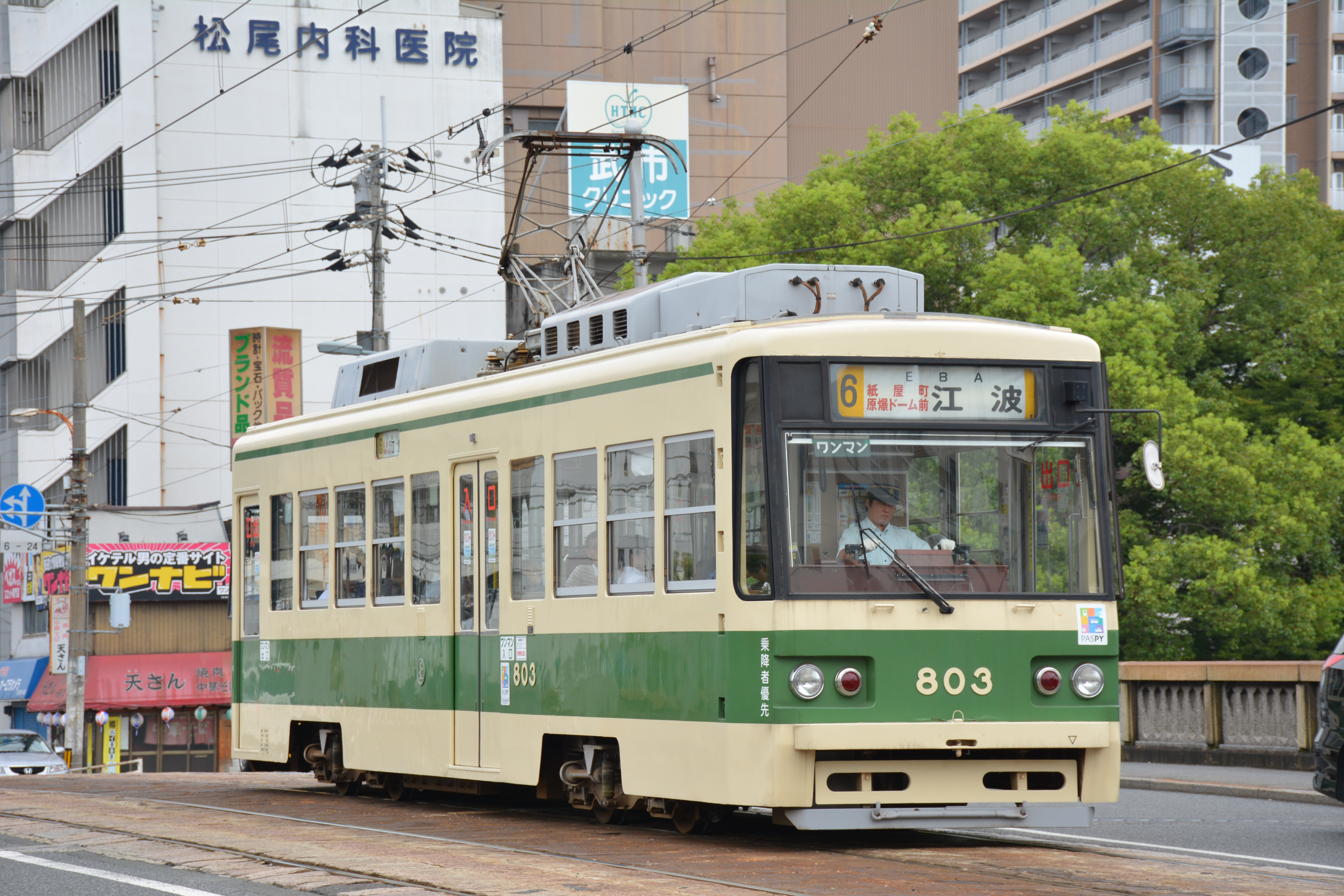
廣電本線上的第2代廣島電鐵800型電車(2014年9月)

本線（日语：／ Honsen */?）是廣島電鐵擁有的電車路線之一。

## 概要
本線連接廣島市中心（三角洲）東西兩方。連接紙屋町·八丁堀（核心商業區）與JR車站（廣島站、西廣島站）之間。路線途經世界遺產原爆圓頂館前。路線越過荒神橋（猿猴川）、稻荷大橋（京橋川）、相生橋（舊太田川）、廣電天滿橋（天滿川）和新己斐橋（太田川防洪道）5條橋樑。當中廣電天滿橋是電車專用橋，為本線唯一專用路軌區間。
路線大部半區間都是在相生通、寺町通和平和大通等道路較寬的主要道路上共用行車道。在土橋町路口至天滿町路口之間的道路寬度只有約15米（只容納每邊1條行車線+1條軌道+1條行人路），在這些電車站（小網町、天滿町、觀音町）中，月台非常狹窄，部分電車站還沒有安全島。在這些電車站停車前，車內會廣播提醒乘客小心上落車。此外，猿猴橋町電停的月台也非常狹窄。

### 路線資料
- 路線距離（營業距離）：5.4公里
- 軌距：1435毫米
- 車站數目：19個（包括起終點站，紙屋町上有兩座車站重複，因此視作一座車站）
- 雙線區間：全線
- 電氣化區間：全線（直流600V）

## 運行形態
廣島電鐵本線是市內線的其中一條路線，在本線中有多條電車路線途經本線。因此，大部分電車站都有列車接近資訊牌，顯示下一班電車的目的地。
2號線（廣島站至廣電宮島口）只會行走全段本線。包含2號線在內，其他電車路線均必須途線本線。
在2013年（平成25年）2月15日時間表修正，9號線（白島至八丁堀）從八丁堀開始直通至江波。

## 歷史
- 1912年（大正元年）
  - 11月23日 廣島站前（現時：廣島站）至櫓下（後來為相生橋，現時：原子彈爆炸遺址前）之間開通。
  - 12月8日 相生橋至己斐（現時：廣電西廣島）之間開通，全線開通。
- 1944年（昭和19年）12月26日 左官町（現時：本川町）至土橋之間的走線由途經堺町改為途經十日市町（途徑堺町的電車站與路線廢止）。橫川線左官町至十日市町之間編入至本線。
- 1945年（昭和20年）
  - 8月6日 被投下原子彈，全線不能通行。
  - 8月9日 西天滿町至己斐之間以單線鐵路的方式重開。
  - 8月15日 西天滿町至小網町之間以單線鐵路的方式重開。
  - 8月19日 小網町至土橋之間以單線鐵路的方式重開。
  - 8月21日 土橋至十日市之間以單線鐵路的方式重開。
  - 8月23日 左官町至十日市之間以單線鐵路的方式重開。
  - 9月7日 八丁堀至左官町之間以單線鐵路的方式重開。
  - 10月1日 山口町至八丁堀之間以單線鐵路的方式重開。
  - 10月11日 山口町至廣島站前之間以單線鐵路的方式重開。
  - 12月 全線以雙線鐵路的方式重開。
- 1946年（昭和21年）1月7日 本線、宇品線開始循環運輸。
- 1958年（昭和33年）6月20日 在上午繁忙時間，開設行走於廣島站前·宇品十三丁目（現時：宇品二丁目）至草津（宮島線）之間的直通運輸班次。
- 1962年（昭和37年）1月10日 在日常時間表中，開設行走於廣島站前至廣電廿日市（宮島線）之間的直通運輸班次。
- 1963年（昭和38年）5月6日 宮島線的直通運輸區間延長廣電宮島（現時：廣電宮島口）。當初直通班次，從廣島站出發的時間為8：15至19：00之間，每日設有44班。
- 1964年（昭和39年）9月1日 - 9月7日 在太田川防洪道（日语：太田川放水路）進行工程，觀音町至己斐之間的路線從都町改經平和大通（舊線廢止）。
- 1968年（昭和43年）6月1日 1號線宇品至廣島站前、2號線廣島站前至己斐與3號線己斐至宇品，三線由循環式路線改為獨立路線。
- 1999年（平成11年）當年的時間表修正中，1號線、3號線於上午繁忙時間中，一卡編成的電車不會有車長乘務。
- 2001年（平成13年）
  - 4月10日 廣島站前至原子彈爆炸遺址前之間的車費暫時減至120日圓（當初預計實施半年，後來再延長半年至2002年（平成14年）4月9日）。
  - 11月1日 （本線）己斐電車站與（宮島線）廣電西廣島站合併（宮島線車站仍然存在）。紙屋町分為紙屋町東和紙屋町西（在運行系統、資訊上分成兩個電車站。在戶籍仍然只有紙屋町一個電車站）。同時，廣島站前至己斐的舊2號線取消定期班次，宮島線直通電車為新的2號線。
- 2013年（平成25年）2月15日 實施時間表修正，9號線（白島至八丁堀）從八丁堀延長至江波。
- 2025年（令和7年）8月3日：1、2、5、6號線途經站前大橋路段（廣島站—稻荷町間）改道。此時開始，廣島站—的場町間路段廢除。為方便切換至循環線的工程，的場町—稻荷町間暫停營運[2]。
- 2026年（令和8年）春（預定）：循環線開始運行，的場町—稻荷町間恢復運行[2]。

## 電車站列表
所有電車站都位於廣島縣廣島市內。9號線平日、假日都只有2班來回。
| 車站編號     | 中文站名           | 日文站名     | 英文站名     | 營業距離     | 營業距離     | 系統         | 系統         | 系統         | 系統                                                                            | 系統         | 系統 | 系統         | 接續路線、備註 | 所在地                                         |
| 車站編號     | 中文站名           | 日文站名     | 英文站名     | 站間         | 累計         | 系統         | 系統         | 系統         | 系統                                                                            | 系統         | 系統 | 系統         | 接續路線、備註 | 所在地                                         |
| ------------ | ------------------ | ------------ | ------------ | ------------ | ------------ | ------------ | ------------ | ------------ | ------------------------------------------------------------------------------- | ------------ | --- | ------------ | --- | ---------------------------------------------- |
| M01          | 廣島站             |              |              | -            | 0.0          | 0            | 1            | 2            | 5                                                                               | 6            | |              | 西日本旅客鐵道： 山陽新幹線、 山陽本線、 可部線、 吳線、 藝備線 ⇒ 廣島站（JR-G01、JR-R01、JR-B01、JR-Y01、JR-P01） | 南區                                           |
| M02          | 稻荷町             |              |              | 0.6          | 0.6          | 0            | 1            | 2            | 5                                                                               | 6            | 廣島電鐵： |              | | 南區                                           |
| M03          | 銀山町             |              |              | 0.4          | 1.0          | 0            | 1            | 2            |                                                                                 | 6            | | 中區         | |                                                |
| M04          | 胡町               |              |              | 0.2          | 1.2          | 0            | 1            | 2            |                                                                                 | 6            | | 中區         | |                                                |
| M05          | 八丁堀             |              |              | 0.1          | 1.3          | 0            | 1            | 2            | 9                                                                               | 6            | 廣島電鐵： 白島線 (W1) | 中區         | |                                                |
| M06          | 立町               |              |              | 0.3          | 1.6          | 0            | 1            | 2            | 9                                                                               | 6            | | 中區         | |                                                |
| M07          | 紙屋町東           |              |              | 0.3          | 1.9          | 0            | 1            | 2            | 9                                                                               | 6            | 廣島電鐵：宇品線（途經本通） 宇品線 途經廣電本社前直通運行至廣島港 宇品線 直通運行至廣電本社前 宇品線 途經廣電本社前直通運行至廣島港 廣島高速交通：Astram線（縣廳前） | 中區         | |                                                |
| M08          | 紙屋町西           |              |              | 0.3          | 1.9          | 0            | 3            | 2            | 9                                                                               | 6            | 廣島電鐵：宇品線（途經本通） 宇品線 途經廣電本社前直通運行至廣島港 宇品線 直通運行至廣電本社前 宇品線 途經廣電本社前直通運行至廣島港 廣島高速交通：Astram線（縣廳前） | 中區         | 7 |                                                |
| M09          | 原子彈爆炸遺址前   |              |              | 0.3          | 2.2          | 0            | 3            | 2            | 9                                                                               | 6            | | 中區         | 7 |                                                |
| M10          | 本川町             |              |              | 0.4          | 2.6          | 0            | 3            | 2            | 9                                                                               | 6            | | 中區         | 7 |                                                |
| M11          | 十日市町           |              |              | 0.3          | 2.9          | 0            | 3            | 2            | 9                                                                               | 6            | 8 | 中區         | 7 | 廣島電鐵：橫川線（Y1） 橫川線 直通運行至橫川站 |
| M12          | 土橋               |              |              | 0.3          | 3.2          | 0            | 3            | 2            | 9                                                                               | 6            | 8 | 中區         | | 廣島電鐵：江波線 江波線 直通運行至江波         |
| M13          | 小網町             |              |              | 0.2          | 3.4          | 0            | 3            | 2            |                                                                                 |              | | 中區         | |                                                |
| M14          | 天滿町             |              |              | 0.3          | 3.8          | 0            | 3            | 2            |                                                                                 | 西區         | |              | |                                                |
| M15          | 觀音町             |              |              | 0.2          | 4.0          | 0            | 3            | 2            |                                                                                 | 西區         | |              | |                                                |
| M16          | 西觀音町           |              |              | 0.3          | 4.3          | 0            | 3            | 2            |                                                                                 | 西區         | |              | |                                                |
| M17          | 福島町             |              |              | 0.3          | 4.5          | 0            | 3            | 2            |                                                                                 | 西區         | |              | |                                                |
| M18          | 廣電西廣島（己斐） |              |              | 0.7          | 5.2          | 0            | 3            | 2            | 廣島電鐵：宮島線（一部分系統直通） 西日本旅客鐵道： 山陽本線 ⇒ 西廣島（JR-R04） | 西區         | |              | |                                                |
| 直通運行路段 | 直通運行路段       | 直通運行路段 | 直通運行路段 | 直通運行路段 | 直通運行路段 | 直通運行路段 | 直通運行路段 | 直通運行路段 | 直通運行路段                                                                    | 直通運行路段 | 直通運行路段 | 直通運行路段 | 宮島線 至廣電宮島口為止                                                                                            | 宮島線 至廣電宮島口為止                        |

### 廣島站—的場町—稻荷町間
廣島站—的場町間於2025年8月2日廢除，的場町—稻荷町間於同日暫停運行。
- 0號線、1號線、2號線、5號線、6號線途經。
- 所有停留場都位於廣島市南區內。

| 車站編號 | 中文站名 | 日文站名 | 英文站名 | 營業距離 | 營業距離 | 接續路線、備註          |
| 車站編號 | 中文站名 | 日文站名 | 英文站名 | 站間     | 累計     | 接續路線、備註          |
| -------- | -------- | -------- | -------- | -------- | -------- | ----------------------- |
| M1       | 廣島站   |          |          | -        | 0.0      | 舊站體 轉乘路線參見上述 |
| M2       | 猿猴橋町 |          |          | 0.2      | 0.2      |                         |
| M3       | 的場町   |          |          | 0.3      | 0.5      | 廣島電鐵：皆實線（H3）  |
| M4       | 稻荷町   |          |          | 0.3      | 0.8      | 廣島電鐵：本線          |

### 廢除設施
- 己斐停留場：廣島站起計5.1公里，2001年11月1日廢除。

## 未來計劃
廣島市在2014年（平成26年）9月2日發表「廣島站南出口廣場再開發等基本方針」。當中，把本線廣島站至稻荷町之間途經站前大橋的走線改變。現時廣島站至的場町之間的走線計劃廢止。另外，的場町至稻荷町之間與皆實線計劃改為環狀運輸，以方便連接紙屋町與皆實町兩地。今後，廣島市和廣島電鐵會就運行方式繼續討論。

## 注腳
1. ↑  在廣島電鐵電車的車站稱為「電車站」，在鐵路線（即宮島線）的車站稱為「站」或「車站」。
2. 1 2  広島駅「駅前大橋ルート」 - 広島電鉄、2025年4月25日閲覧。
3. ↑   (PDF). 広島電鉄. 2025-07-08  [2025-07-10].
4. ↑  . 広島電鉄.   [2015-11-09]. （原始内容存档于2015-11-21）. 已忽略文本“和書” (帮助); 已忽略未知参数|url-status-date= (帮助)
5. ↑   (新闻稿). 広島市. 2014-09-02 （日语）.[]

## 外部連結
- 本線（日語）
- 本線1、本線2『大廣島市街地圖 : 番地入』1940年（國立國會圖書館數碼化收藏）1940年的路線圖。標記了電車站